# مونکسروت
مونکسروت (به آلمانی: Mönchsroth) یک شهر در آلمان است که در آنسباخ واقع شده‌است.